# Tag (métadonnée)
Pour les articles homonymes, voir Tag.

Un nuage de tags avec des termes relatifs au Web 2.0

Un tag (ou étiquette, marqueur, libellé) est un mot-clé (signifiant) ou terme associé ou assigné à de l'information (par exemple une image, un article, ou un clip vidéo), qui décrit une caractéristique de l'objet et permet un regroupement facile des informations contenant les mêmes mots-clés.
Les tags sont habituellement choisis de façon personnelle par l'auteur/créateur ou l'utilisateur de l'objet ; ils ne font souvent pas partie d'un schéma de classification prédéfini. Les tags sont typiquement utilisés sur un site web dans des taxonomies dynamiques, flexibles, les pages web, les images numériques, et marqueurs Internet (dans les services de partage de signets, et dans la génération actuelle de navigateur web - voir Flock). Pour cette raison, le marquage (tagging) s'est répandu avec le Web 2.0. Les tags ne sont pas directement liés au web sémantique, et peuvent ne pas avoir un effet positif sur l'émergence de celui-ci.
Un objet informatique peut avoir un ou plusieurs tags qui lui sont associés. De façon à limiter la multiplicité des graphies, l'écriture des tags est parfois assistée par une autocomplétion suggérée. C'est le cas par exemple avec Drupal.

## Exemple de marquage
Une page web hébergée sur un serveur web ou un serveur de blog pourrait avoir les tags suivants : « Hockey », « Nordiques », « Billets », « Parties à l'étranger », et « Rabais ». Un lecteur pourrait probablement saisir l'objet de cette page en jetant un coup d’œil à sa liste de tags. Habituellement, un serveur présente les tags sous la forme d'une liste sur la page en question. Chaque tag est présenté sous la forme d'un hyperlien pointant vers une page d'index répertoriant toutes les pages qui l'utilisent. Cela permet à un lecteur de trouver rapidement toutes les pages associées avec le terme Nordiques par exemple. Si le serveur permet la recherche de tag, un lecteur pourrait trouver toutes les pages utilisant un ensemble de tags, tel que Nordiques et Billets.
Si l'auteur d'une page désire reclasser une page, il n'a qu'à modifier la liste de tags. Dans notre cas, l'auteur pourrait ajouter les tags « Canadiens de Montréal » et « PayPal ». Tous les liens entre les pages seront automatiquement recherchés et mis à jour par le serveur. Il n'y a aucun besoin de replacer la page dans une hiérarchie complexe de catégories.
Bien que l'utilisation de tags en tant que système de classement possède des avantages, comme la souplesse et la facilité, ce système possède une faille : un même tag peut avoir différent sens. Par exemple, l'étiquette « ligne » peut désigner une liaison téléphonique, mais aussi une silhouette avantageuse. Il y aura donc là une source d'ambiguïté, et de résultats parasites. La sélection d'« étiquettes » est par ailleurs subjective : ainsi une version du système d'exploitation d'un ordinateur Apple pourrait être nommée « Mac OS X », ou « Leopard », et peut-être bien d'autres : on a alors, en l'absence de thésaurus, le résultat inverse : des informations vont échapper à la recherche. L'autocomplétion mentionnée plus haut et le système tagadelic décrit plus loin réduisent partiellement ces risques.
Le « marquage » présente davantage de souplesse qu'une hiérarchie de catégories, puisqu'une information peut se rattacher à plusieurs tags. Il existe toutefois des systèmes hybrides combinant les deux (Drupal permet par exemple l'usage de plusieurs taxinomies hiérarchisées et de tags).